# 西前忠久
西前 忠久（さいぜん ただひさ、1964年9月25日 - ）は、日本の男性声優。大阪府大阪市出身。アーツビジョン所属。

## 来歴
大阪府立泉尾高等学校、京都精華大学美術学部洋画学科卒業。
かつては関西芸術座、劇団前進座、九プロダクション、ぷろだくしょん★A組に所属していた。

## 人物
日本ナレーション演技研究所大阪校、プロ・フィット声優養成所にて演技講師をしている。
方言は関西弁、鹿児島弁。
趣味・特技は和太鼓、絵画、野球、歌舞伎の立ち回り。
免許は中学・高校美術科教員免許。資格は介護職員初任者研修 、林業木材製造業労働安全衛生特別教育等修了。

## 出演
太字はメインキャラクター。

### テレビアニメ
1999年
- GREGORY HORROR SHOW（ボンサイカブキ）
- ∀ガンダム（ヨロル、通信兵）

2000年
- 犬夜叉（2000年 - 2010年、蠱毒の鬼妖怪、お館様、熊妖怪、松村、牙猿、白入道、青龍、冥王獣、紅牛魔、冥王獣、利吉 他）- 2シリーズ
- ゲートキーパーズ（スピゴン 他）
- サクラ大戦TV（作業員B）

2001年
- しあわせソウのオコジョさん（大学教授、クマ / クマ校長、長老ネズミ、山田のおじさん）
- 超GALS!寿蘭（DJ、群青、モデリカ国大使 他）
- Z.O.E Dolores, i（社員）
- 逮捕しちゃうぞ SECOND SEASON（青島）
- 地球防衛家族（校内アナウンス、パイロットA）
- テニスの王子様（リチャード・ベイカー）
- 破邪巨星Gダンガイオー（バババルバ、ハヤテ）
- 魔法少女猫たると（ヌガー / 仮面の男A / 三銃士A、ビョウ兵口 他）

2002年
- あずまんが大王（亀すくい屋）
- Witch Hunter ROBIN（高野、運転手、情報屋、隊長）
- OVERMANキングゲイナー（タン）
- キディ・グレイド（委員C）
- GetBackers-奪還屋-（馬車號造）
- NARUTO -ナルト-（2002年 - 2006年、波の国の町民、カゲロウ〈男〉、ジガ）
- 円盤皇女ワるきゅーレ（2002年 - 2003年、白） - 2シリーズ
- りぜるまいん（じい）

2003年
- R.O.D -THE TV-（店主A、支配人）
- カレイドスター（出資者）
- キノの旅 -the Beautiful World-（兵士）
- クロノクルセイド（2003年 - 2004年、議員、議長、老人）
- 出撃!マシンロボレスキュー（管制官、木島）
- TEXHNOLYZE（峯）
- ヤミと帽子と本の旅人（グリュエール、バロー、医者、赤石弥太郎）

2004年
- 陰陽大戦記（青龍のブリュネ、ドウゲン）
- 巌窟王（罪人2）
- 機動戦士ガンダムSEED DESTINY（イアン・リー、ソガ、艦内アナウンサー）
- グレネーダー 〜ほほえみの閃士〜（伝馬ガン蔵）
- Get Ride! アムドライバー（ニック・キーオ、ネオケケ）
- ごくせん（鶴田一郎）
- SAMURAI 7（リキチ）
- 砂ぼうず（谷川清士）
- 月詠 -MOON PHASE-（バルガス）
- 爆裂天使（ナレーション、刑事A、お好み焼き屋の客B、RAPT隊員 他）
- 美鳥の日々（僧侶）
- 妄想代理人

2005年
- かみちゅ!（担任教師）
- SHUFFLE!（KKK隊長）
- SPEED GRAPHER（マスター、ニュースキャスター 他）
- 絶対少年（堂丸史郎）
- ゾイドジェネシス（ボウマン中佐）
- バジリスク 〜甲賀忍法帖〜（旅人）
- BLOOD+（2005年 - 2006年、海兵隊隊長、アンドレイ、ダーズ、ミスター・グラント）

2006年
- あさっての方向。（奥寺雅夫）
- 牙 -KIBA-（ガルバ、ガリ、賢者 他）
- 結界師（2006年 - 2007年、弓鉄、氷渡、妖）
- スーパーロボット大戦OG -ディバイン・ウォーズ-（カイ・キタムラ）
- ちょこッとSister（老夫婦・夫）
- 西の善き魔女 Astraea Testament（兵士A）
- ひまわりっ!（黒メガネの男）
- Fate/stay night（バーサーカー）
- 吉宗（善右衛門、浪人、町人 他）

2007年
- 風のスティグマ（ナンパ男）
- シグルイ（職事）
- スカルマン（荒井）
- Devil May Cry（悪魔）
- 遙かなる時空の中で3 紅の月（祖父）
- ヒロイック・エイジ（クリシュヌス）
- 魔人探偵脳噛ネウロ（2007年 - 2008年、教師、柏木誠一、ペドロ・ニシカワ）
- MOONLIGHT MILE シリーズ（ジム・マクダウェル大統領、機長、レスキュー隊長、カシェキン） - 2シリーズ
- ムシウタ（石巻喜久二）
- メイプルストーリー（2007年 - 2008年、モンスターA、黄鬼、キノコオヤジ）
- 湾岸ミッドナイト（稲田）

2008年
- CLANNAD-クラナド-（担任、教師）
- シゴフミ（ヤクザ）
- のらみみ（クマえもん） - 2シリーズ
- ワールド・デストラクション 〜世界撲滅の六人〜（ペンギン獣人）

2009年
- 名探偵コナン（田布施周平）

2010年
- スーパーロボット大戦OG -ジ・インスペクター-（カイ・キタムラ）
- NARUTO -ナルト- 疾風伝（2010年 - 2011年、ツルギ、青）
- PEACE MAKER鐡（加須屋左近）
- HEROMAN（パイロット）

2013年
- Fate/kaleid liner プリズマ☆イリヤ（バーサーカー）

2014年
- DRAMAtical Murder（東江）

2016年
- ドリフターズ（島津家久、修道士マルタン、村長、リーダー、ゴブリン兵 他）※薩摩方言監修も担当

2017年
- アキンド星のリトル・ペソ（王様）

2020年
- 半妖の夜叉姫（2020年 - 2021年、冥王獣、利吉）
- BORUTO-ボルト- -NARUTO NEXT GENERATIONS-（2020年 - 2021年、青）

### 劇場アニメ
2000年
- 機動戦士ガンダムII 哀・戦士編 特別版（サグレド）
- 機動戦士ガンダムIII めぐりあい宇宙篇 特別版（バンマス）

2001年
- 犬夜叉 時代を越える想い（妖怪）

2002年
- 犬夜叉 鏡の中の夢幻城（野盗）
- エクスドライバー the Movie
- シックス・エンジェルズ（管制官の声）

2003年
- 犬夜叉 天下覇道の剣（妖怪）

2004年
- APPLESEED（クドー）
- 犬夜叉 紅蓮の蓬莱島（剛羅）

2005年
- 機動戦士ΖガンダムII A New Translation -恋人たち-（ベン・ウッダー）

2007年
- EX MACHINA -エクスマキナ（工員）

2010年
- 劇場版 Fate/stay night UNLIMITED BLADE WORKS（バーサーカー）

2013年
- SHORT PEACE「火要鎮」（火消し）
- 名探偵コナン 絶海の探偵（畑宗徳）

2018年
- 名探偵コナン ゼロの執行人（アナウンサーB）

2020年
- 劇場版 Fate/stay night [Heaven's Feel] III.spring song（バーサーカー）

### OVA
2001年
- アンジェリーク 〜聖地より愛をこめて〜（オークショニア）
- Z.O.E 2167 IDOLO（オペレーター）
- 倒凶十将伝 封魔五行伝承（火燕剛介、凶魔）

2002年
- 高校鉄拳伝タフ（祖父）

2003年
- 円盤皇女ワるきゅーレ SPECIAL（白）

2004年
- 王ドロボウJING in Seventh Heaven（囚人3）

2005年
- 円盤皇女ワるきゅーレ 星霊節の花嫁（白、黒）

2006年
- 機動戦士ガンダムSEED C.E.73 STARGAZER（ボートの兵士）
- FREEDOM（デイビット）
- 円盤皇女ワるきゅーレ 時と夢と銀河の宴（白）

2009年
- CLANNAD（担任）

2011年
- カーニバル・ファンタズム（バーサーカー）

2021年
- Fate/Grand Carnival（エドワード・ティーチ）

### Webアニメ
- 魔法遊戯（2001年）
- Fate/Grand Order 藤丸立香はわからない（2023年 - 2024年、ヘラクレス、エドワード・ティーチ） - 2シリーズ + 特別編[一覧 1]

### ゲーム
2001年
- 暴れん坊プリンセス（ゼッツォ僧院・中僧侶、魔物ラニア、ラスリー、小間物屋店主、賞金稼ぎ〈弟〉、食品店店主）
- 犬夜叉（蠱毒の妖怪）

2003年
- NARUTO -ナルト- ナルティメットヒーロー（テグセ）

2004年
- 犬夜叉 〜呪詛の仮面〜
- 召しませ浪漫茶房（柊征鷹）

2005年
- 機動戦士ガンダムSEED DESTINY シリーズ（2005年 - 2006年、イアン・リー） - 3作品
- TOUGH DARK FIGHT（ジイちゃん）

2006年
- 機動戦士ガンダム スピリッツオブジオン（3番艦艦長）
- キャプテン翼（吉良監督、石波大洋、ミューラーの先生）
- BLOOD+ ONE NIGHT KISS（久志田史也、木村広吉）
- BLOOD+ 双翼のバトル輪舞曲（繭の父）
- 龍が如く2（千石虎之介）

2007年
- SDガンダム GGENERATION（2007年 - 2019年、ベン・ウッダー、ゴットン・ゴー、イアン・リー 他） - 5作品
- 結界師 黒芒楼の影（弓鉄）
- スーパーロボット大戦OG シリーズ（2007年 - 2016年、カイ・キタムラ） - 4作品
- ソウルクレイドル 世界を喰らう者（ガンツフルト）
- ファイアーエムブレム 暁の女神
- Fate シリーズ（2007年 - 2014年、バーサーカー〈ヘラクレス〉） - 5作品

2008年
- 機動戦士ガンダム ギレンの野望 アクシズの脅威（ゴットン・ゴー、ベン・ウッダー）
- スーパーロボット大戦Z（イアン・リー、ベン・ウッダー）

2012年
- NARUTO -ナルト- 疾風伝 ナルティメットストームジェネレーション（青）

2013年
- スーパーロボット大戦OG INFINITE BATTLE（カイ・キタムラ）
- ディアブロ3（アズモダン）
- NARUTO -ナルト- 疾風伝 ナルティメットストーム3（青）

2014年
- DRAMAtical Murder re:connect（東江）
- 龍が如く 維新!（千石虎之丞）
- NARUTO -ナルト- 疾風伝 ナルティメットストームレボリューション（青）

2015年
- グランキングダム（ゴドフリー・スフォルツァ）
- Fate/Grand Order（2015年 - 2024年、ヘラクレス、ゲオルギウス、エドワード・ティーチ） - 2作品

2016年
- League of Legends（キンドレッド）

2017年
- 龍が如く 極2（千石虎之介）

2018年
- 龍が如く ONLINE（千石虎之介）

2019年
- SAMURAI SPIRITS（服部半蔵）
- MONKEY KING ヒーロー・イズ・バック（二郎真君）

2020年
- ファイアーエムブレム ヒーローズ（デギンハンザー）

2023年
- 機動戦士ガンダム U.C. ENGAGE（ベン・ウッダー）

### ドラマCD
- オトダマ-音霊-（幹部A）
- ガートルードのレシピ（ゴーレム）
- クロノクルセイド オリジナルドラマSPIRIT（メイシーズ支配人）
- GetBackers-奪還屋-「TARGET B」（運転手〈馬車號造〉）
- 子猫シリーズ外伝 1 紳士は夜に求愛する（有栖川亮慶）
- ジャンクフォース Vol.1（ロイ）
- 月は闇夜に隠るが如く（服部父）
- 天使禁猟区 星幽界編2 蒼穹哀歌（加藤の父、刺客1）
- Hybrid Child-ハイブリッド・チャイルド（重役）
- 背徳のラブ・シック（マスター）
- 東山道転墜異聞（父親、町人風の男）
- 魔法少女猫たると 月光夜宴 ムーンライト・パーティ（岡木金斎）
- 山田太郎ものがたり（御村の父、教師）
- ヤミと帽子と本の旅人 Extra Book1-時空の旅人-（グリュエール）
- 円盤皇女ワるきゅーレ ワるきゅーレ短編喜劇（白）
- ルボー・サウンドコレクション 我らの水はどこにある（至の父親）

### 吹き替え

#### 映画
- 藍色夏恋
- アンダー・サスピション（カスティーヨ〈パブロ・クンクエイロ〉）※ソフト版
- エンジェル
- エラゴン 遺志を継ぐ者（フロスガー〈ゲイリー・ルイス〉）
- オクトパス
- ジャスティス（ウェスト〈トニー・デブリン〉）
- シリーズ7/ザ・バトル・ロワイアル
- スノー・クイーン 〜雪の女王〜（王家の家来）
- 沈黙の陰謀 ※テレビ版
- 月のひつじ
- ダークサイド（モーガン）※VHS、DVD版
- 奪還 DAKKAN -アルカトラズ-
- トリプルX（ドライバー）
- ニュー・イヤーズ・デイ 約束の日（ダイアモンド〈ラルフ・ブラウン〉）
- パトリオット ※ソフト版
- バニシングin60″
- ビッグホワイト（レイモンド・バーネル〈ウディ・ハレルソン〉）
- ビリー's GUN&FIGHT!
- ファントム（ウィルソン〈ロバート・ネッパー〉）
- フレイルティー 妄執
- ボーン・アルティメイタム
- リーグ・オブ・レジェンド/時空を超えた戦い ※ビデオ・DVD版
- リトル・ダンサー
- レジェンド・オブ・アロー ※ソフト版
- レッスン!（ロック）
- ロード・オブ・ザ・リング
- 悪いことしましョ!（上司〈アーロン・ラスティグ〉）

#### ドラマ
- あなたにムチュー（シド）
- アニマル・レスキュー・キッズ
- 騎馬警官
- サンダーストーン 未来を救え!
- ザ・プリテンダー 仮面の逃亡者
- スウォーズマン 笑傲江湖
- セックス・アンド・ザ・シティ
- チャームド〜魔女3姉妹〜
- デアデビル（ヘリの警官）
- 24 -TWENTY FOUR- シーズン8 #23 #24（国連事務総長〈エリク・ラ・サル〉）
- バビロン5
- バフィー 〜恋する十字架〜
- フェニックスと魔法のじゅうたん
- ブラザーズ&シスターズ
- プリズン・ブレイク
- ボーイ・ミーツ・ワールド
- 炎の英雄 シャープ（ハーパー〈ダレク・オマーリ〉）
- ホミサイド/殺人捜査課（ノール 他）
- 名探偵モンク #9
- レリック・ハンター 秘宝を捜せ（副操縦士） #24
- 私はケイトリン

#### アニメ
- アバター 伝説の少年アン（ジャオ提督）
- ガーゴイルズ（ウルフ/サイバーウルフ）
- ジンジャーの青春日記（ジンジャーの父）
- ナットのスペースアドベンチャー3D（オルドリン）

### 特撮
- 救急戦隊ゴーゴーファイブ（1999年、ガバラの声）

### テレビドラマ
- 信長 KING OF ZIPANGU（1992年、NHK）
- 女の言い分（1994年、TBS）
- 男はいらない（1994年、日本テレビ）
- 部屋においでよ（1995年、TBS）
- 警視庁鑑識課 ネジと花粉とライターの石（1996年）

### 映画
- 輪違屋糸里〜京女たちの幕末〜（2018年）

### ボイスオーバー
- BS世界のドキュメンタリー（NHK-BS1）
- ディスカバリーチャンネル
- ヒストリーチャンネル

### ナレーション
- アニマルプラネット
- イラク戦のアメリカ軍兵器 大砲編（ディスカバリーチャンネル）
- 鉄斎美術館（案内ナレーション）
- BS世界のドキュメンタリー（NHK-BS1）
  - 「隠蔽された真実〜捕虜虐待に加担した兵士たち〜」（2008年）
  - 「ナイジェリアの血〜産油国からの報告〜」（2012年）
  - 「ゾラン監督と“アフリカの虎”〜南スーダン〜」（2014年）
- 密着!レッドフラッグ 世界最大の空戦演習（ディスカバリーチャンネル）
- ヤンマーミュージアム（案内ナレーション）

### CM
- 大阪ガス 住ミカタ・サービスTV&ラジオCM
- 海遊館TVCM
- 小林製薬TVCM
- ドリフターズTVCM

### その他コンテンツ
- 知ってるつもり?! SP「市川団十郎世襲12代歌舞伎帝王列伝」（1998年、日本テレビ）
- livedoor Net Anime　暗黒キャットepisode-3 『暗黒キャットと誕生日の夜』（通行人）
- パチスロ「エージェント・クライシス」（ゲルマニウム）

### シリーズ一覧
1. ↑  Season1（2023年）、『大忘年おたのしみ会2023』（2023年）、Season2（2024年）
2. ↑  『GENERATION of C.E.』（2005年）、『連合vs.Z.A.F.T.II』『連合vs.Z.A.F.T.II PLUS』（2006年）
3. ↑  『SPIRITS』（2007年）、『WARS』（2009年）、『OVER WORLD』（2012年）、『GENESIS』（2016年）、『CROSSRAYS』（2019年）
4. ↑  『ORIGINAL GENERATIONS』『OG外伝』（2007年）、『第2次OG』（2012年）、『ムーン・デュエラーズ』（2016年）
5. ↑  『stay night [Réalta Nua]』『とびだせ!トラぶる花札道中記』『タイガーころしあむ』（2007年）、『タイガーころしあむ アッパー』（2008年）、『hollow ataraxia』（2014年）
6. ↑  『Grand Order』（2015年 - 2024年）、『Arcade』（2018年 - 2019年）